# 汉斯-格奥尔格·赖曼
汉斯-格奥尔格·赖曼（德語：Hans-Georg Reimann，1941年8月24日—），德国男子田径运动员。他曾代表德国联队、东德参加1964年、1968年、1972年和1976年夏季奥林匹克运动会田径比赛，获得一枚银牌和一枚铜牌。